# Blaffer

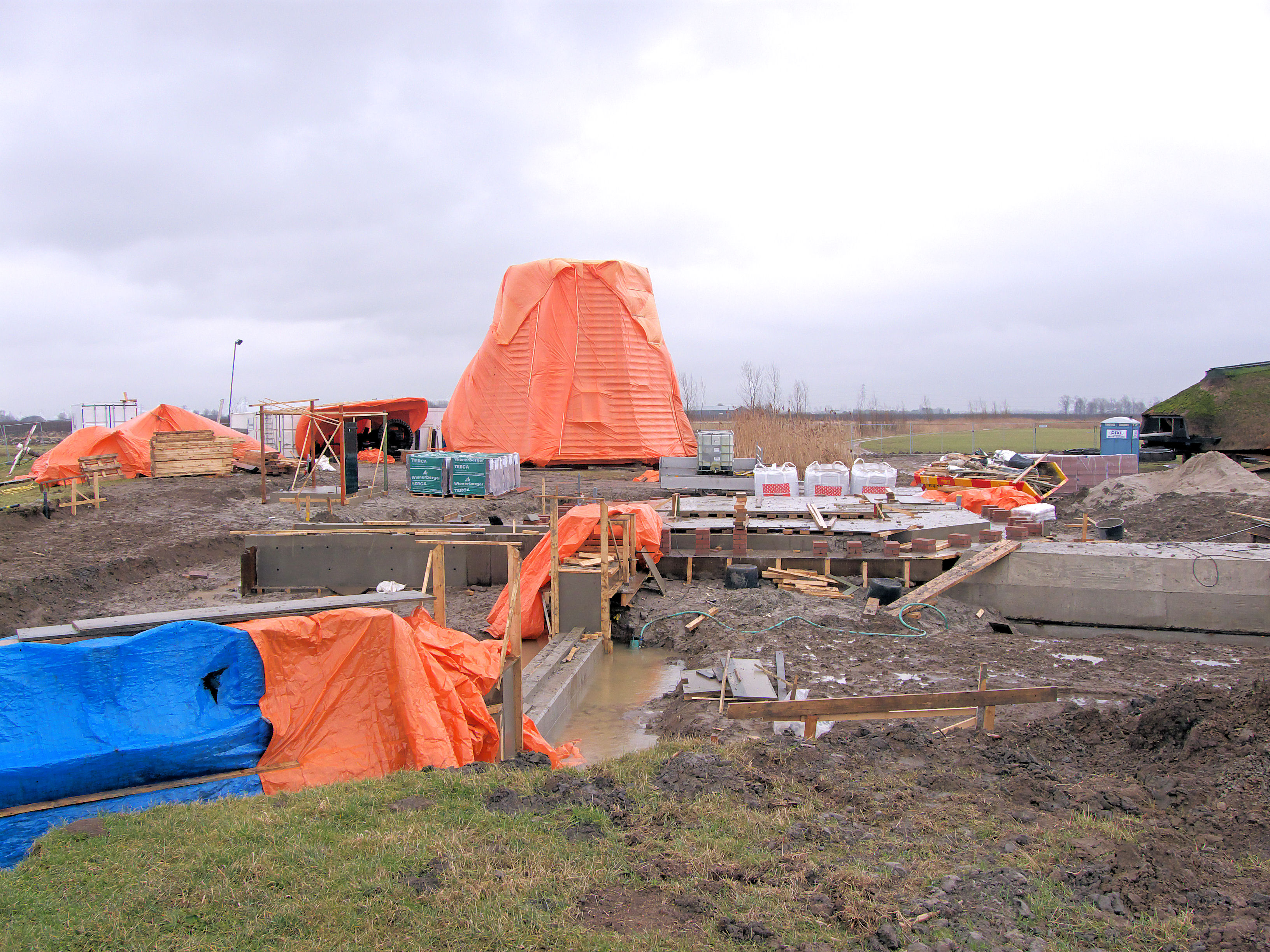
Blaffer bij de molen van Wadenoijen in aanbouw

Een blaffer is een vanzelfwerkend keer- of spuisluisje, een soort verlaat of overstort.
In het oud-Vlaams betekende blaffer onder andere papier, en een blaf was een groot blad papier. Hieruit ontstond het woord blaffetuur wat duidde op een papieren afsluiting of luik.
Ook kan blaffer, een Bargoens woord, slaan op een vuistvuurwapen.